# Tilde de Paula Eby

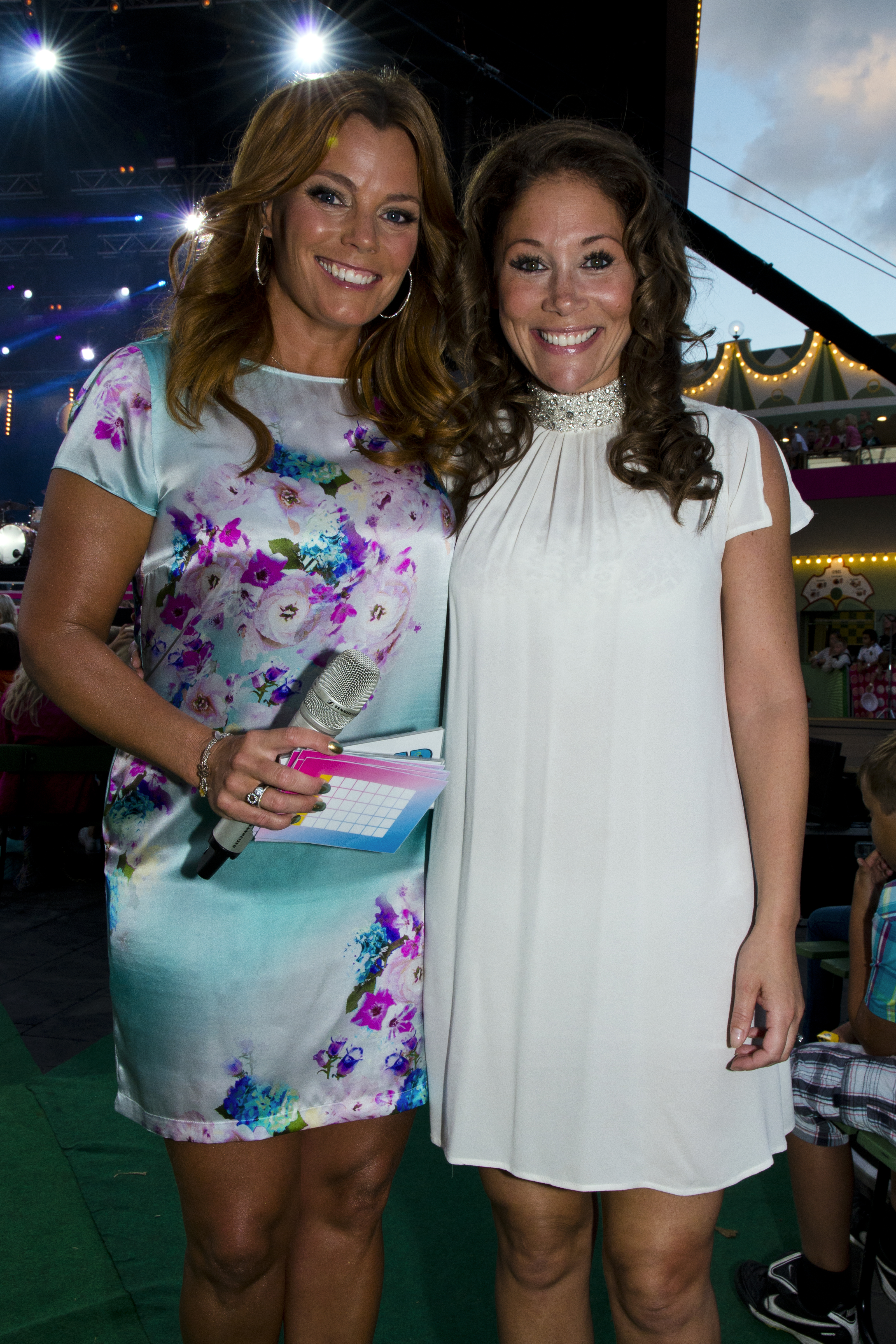
Tilde de Paula gästade 2013 Gry Forssells (vänster) Sommarkrysset.

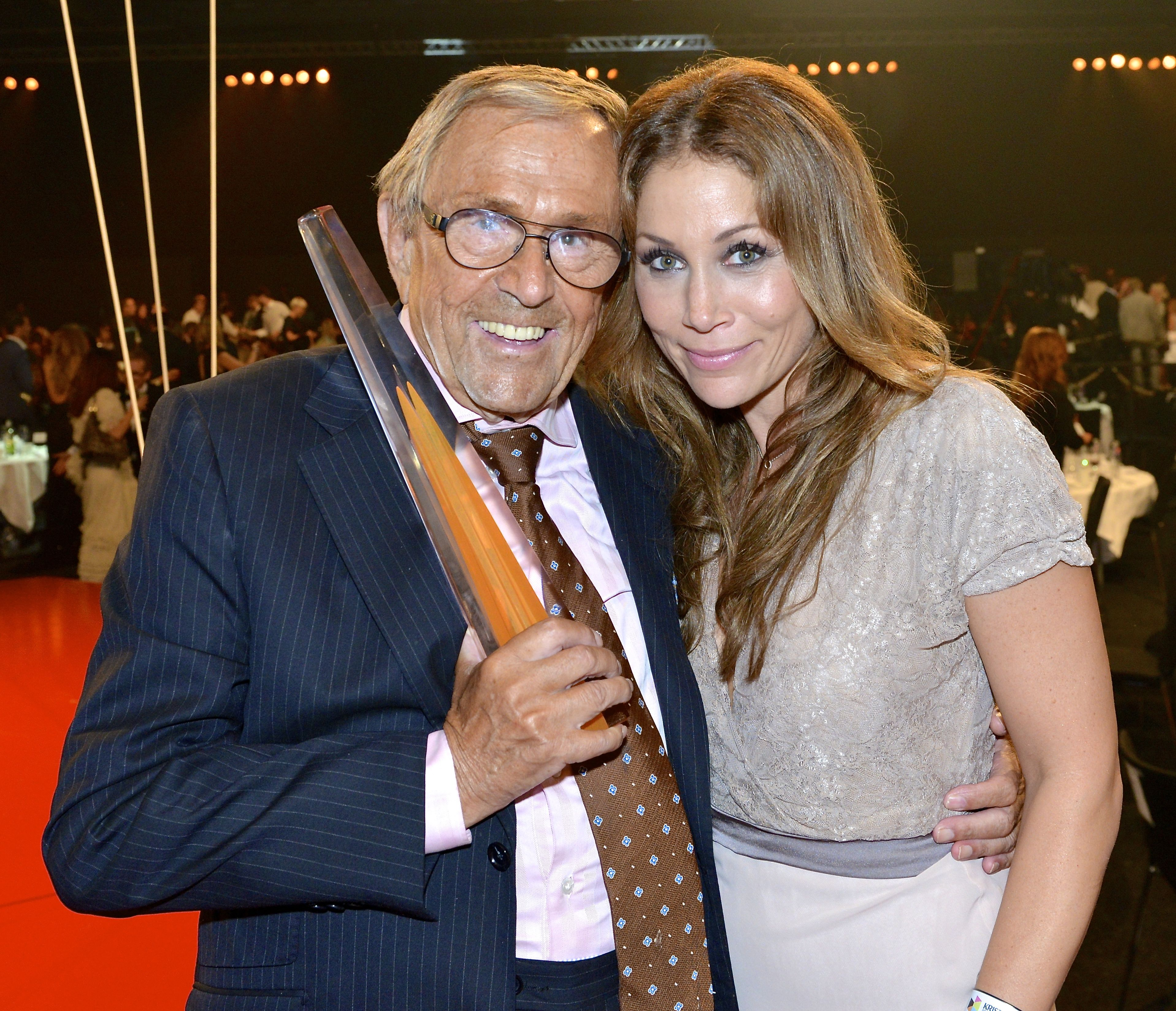
Kristallen-vinnaren Arne Weise 2013 med beundrarinnan Tilde.

Anatilde Jane de Paula Eby, känd som Tilde de Paula, ursprungligen Anatilde Jane de Paula Diaz, född 14 november 1972 i Chile, är en svensk programledare, författare och journalist. Hon har arbetat på TV4 sedan 1997, bland annat Nyhetsmorgon, där hon var programledare åren 2001–2018.

## Biografi

### Bakgrund och uppväxt
Tilde de Paula föddes 1972 i Chile. Hennes far var en brasiliansk vänsterpolitiker, som efter mordhot tvingades fly från Brasilien till Kuba. På Kuba träffade han sin blivande fru, Tilde de Paulas blivande mor, och de två flyttade därefter till Chile. Vid 1973 års militärkupp tvingades familjen att fly, och via Harald Edelstam och andra på den svenska ambassaden kunde de finna ett nytt hem i Sverige. Tilde de Paula var ett år gammal när hon kom till en flyktingförläggning i Alvesta i Småland.
Under sin uppväxt provade hon på arbete som tidningsbud, pizzabagare, barnflicka, postsorterare, kassörska och motorsågsförsäljare.
När de Paula var tjugoett år gammal beviljades hon svenskt medborgarskap.
Innan Tilde de Paula började som programledare utbildade hon sig till journalist på Södra Vätterbygdens folkhögskola. Där studerade hon 1994–1996 och direkt därefter fick hon arbete på underhållningsprogrammet Måndagsklubben på Kanal 5.

### Uppdrag på TV4
Efter Måndagsklubben fick Tilde de Paula arbete på TV4:s lokalstation i Uppland. Där arbetade hon som programledare, manusförfattare, reporter och kamerafotograf fram till år 2000. Under den tiden fick hon rollen som programvärd för det direktsända ungdomsprogrammet Fredagspuls, 1997–1998, tillsammans med David Hellenius. Efter det började hon som programledare på Nyhetsmorgons barn- och ungdomsprogram Proppen. Samtidigt gjorde hon dessutom research för programmet När och fjärran och hamnade till slut på Nyhetsmorgon som programvärd.
Tilde de Paula har sedan 1997 arbetat på TV4 och medverkat i program som Fredagspuls (med David Hellenius), På Rymmen, När & Fjärran, Frivolt, Bara barn-galorna, Humorkväll (med Felix Herngren), Saknad, Valpassagen (med Henrik Johnsson), Nyhetsmorgon samt Nyhetsmorgon Söndag, som hon ledde fram till sommaren 2012. Därefter tog hon över Nyhetsmorgons vardagssändningar (i första hand måndag–onsdag). Hon var också programledare i Nyhetsmorgon – valflyget, september 2006, tillsammans med Lasse Bengtsson. 2009 ledde hon Kändisdjungeln tillsammans med David Hellenius.
Under 2008 deltog de Paula i TV4-programmet Spårlöst, där hon hjälpte människor med att hitta sina försvunna släktingar eller sin familj.
Julen 2013 och 2020 var de Paula julvärd i TV4. Samma år programleder hon TV4:s stora julkonsert "Late Night Christmas" från Cirkus i Stockholm.
I november 2016 meddelades det att Tilde de Paula ersätter Jessica Almenäs som programledare för Let's Dance. Ett jobb som hon avslutade under säsongen 2020.
Tilde de Paula slutade på Nyhetsmorgon den 18 november 2018 efter 17 år som programledare, för att istället vara programledare för TV4:s program Efter fem. Programmet hade premiär den 7 januari 2019 och sågs på premiärdagen av över 400 000 tittare.
9 juli 2021 hade de Paula Ebys egna direktsända talkshow Tilde premiär i kanalen. Premiärprogrammet gästades av Mark Levengood, Darin Zanyar och Nooshi Dadgostar.

### Priser och författande
- 2016 vinnare av kristallen "Årets kvinnliga programledare"
- 2016 utgavs hennes bok Tiden läker inga sår, på bokförlaget Forum.[14]
- 2006 var Tilde de Paula – tillsammans med Birgitta Klang – medförfattare till boken Gummimammor, plastpappor och bonusbarn, utgiven på Bokförlaget DN.[15]
- 2017 vinnare av kristallen "Årets kvinnliga programledare"

Tilde de Paula har vid ett flertal tillfällen fått motta olika priser. 2007 fick hon Aftonbladets TV-pris som Sveriges bästa kvinnliga programledare. Tidigare har hon utsetts till Sveriges bästa kvinnliga programledare av tidningen Se & Hör, Sveriges bäst klädda samt Sveriges sexigaste (1999). Hon vann Kristallen 2016 som årets kvinnliga programledare.

## Familj
Tilde de Paula gifte sig i november 2012 med musikern Thomas Eby från Hoffmaestro. Hon har en son tillsammans med honom samt tre barn från tidigare förhållanden.